# Rötning

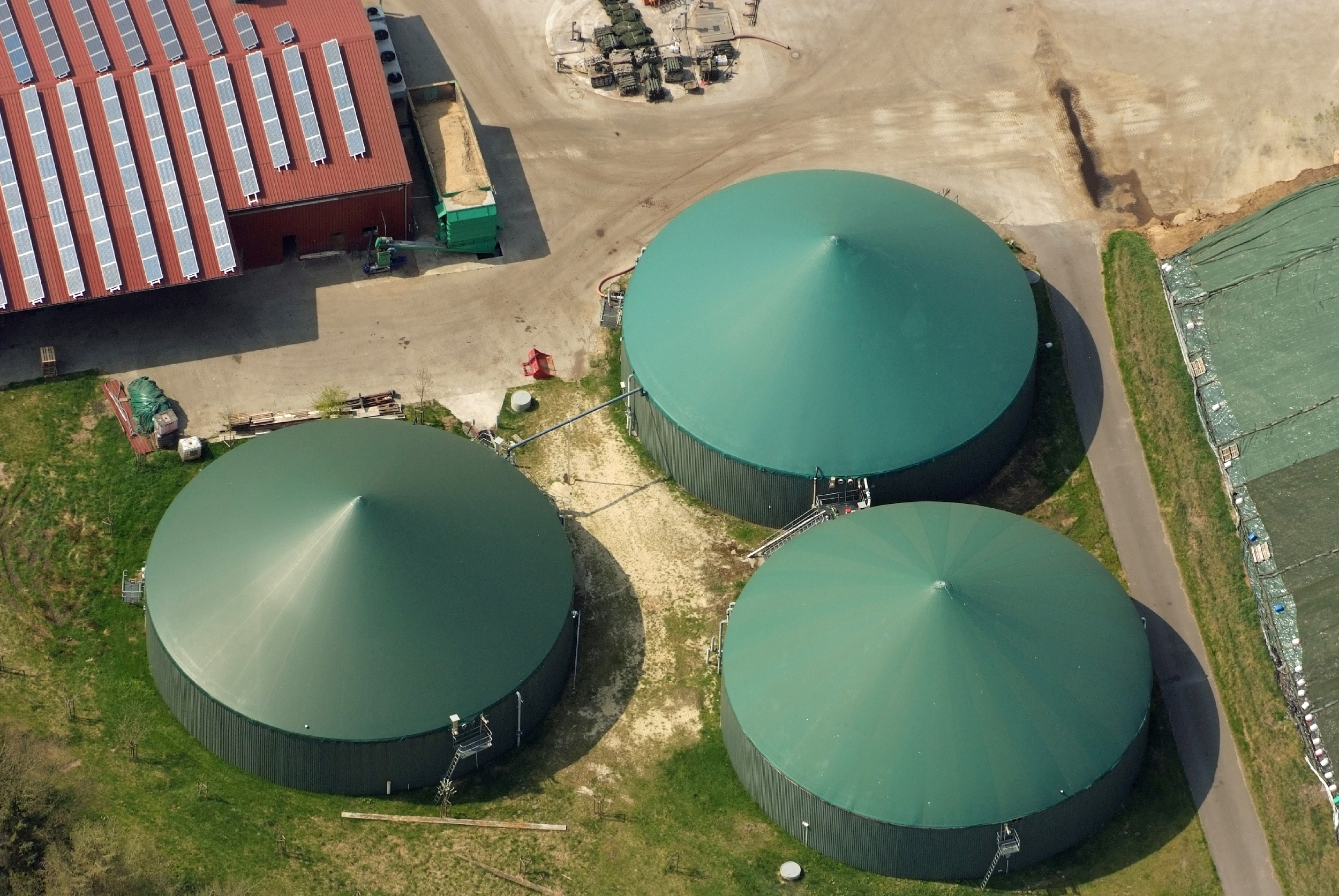
Rötkammare för framställning av biogas

Rötning eller metanbildning innebär att biologisk nedbrytning av organiskt material sker i syrefri (anaerob) miljö. Rötningens mekanism består av att anaeroba organismer med tillgång till metaboliserande näringsämnen, såsom kväve, kol och fosfor, under rätt förhållanden bryter ned det organiska materialet. Detta leder till bildning av cellprotoplasma alltmedan kväve omvandlas till organiska syror och ammoniak. Kol frigörs huvudsakligen i form av metan och koldioxid, d.v.s. biogas.
Rötning utnyttjas i anläggningar av varierande storlek för produktion av biogas. Man använder sig då oftast av en flerstegsprocess, där materialet först i omgångar genomgår s.k. hygienisering (där detta är ett krav från myndigheter) för att därefter tillföras en rötningstank. Rötningstank kallas även rötkammare och det är där den biologiska processen sker och den slutliga så kallade rötresten uppstår under gasbildning. Rötningsprocessen är känslig för inblandning av syre och för hög halt/mängd av starkt sura eller alkaliska ämnen då dessa kan störa eller helt döda processen. Normalt bör processen ha ett pH på ca 7-8 för att de aktiva organismerna ska överleva. De metanproducerande bakterierna är temperaturkänsliga, och det är viktigt att rötkammaren håller en given temperatur för att biogasprocessen inte skall avstanna. Mesofila bakterier fungerar optimalt vid temperaturer på 30-40 grader Celsius, medan termofila bakterier fungerar bäst vid temperaturer på 50-60 grader Celsius.
Utvunnen biogas utnyttjas, efter uppgradering, främst (till närmare 50%) som fordonsbränsle, men även för uppvärmning, elproduktion m m. Den s.k. rötresten har i ökad grad kommit till användning som jordförbättringsmedel/gödningsmedel inom jordbruket. Detta ställer stora krav på det som rötas. Matavfall från hushållen innehåller alltför ofta plast och andra föroreningar som inte hör hemma på åkrarna. Därför finns höga krav på att rötresten ska vara rent från vissa fraktioner/ämnen.
Exempel på material som används är organiskt avfall från hushåll, storkök och restauranger (matavfall), fett från fettavskiljare (gäller biologiskt fett), slam från reningsverk och biomassa från jordbruket, så som gödsel, halm, vallväxter, rens och spannmål.
Sveriges största anläggningar för rötning återfinns i Helsingborg och Linköping, med en årlig behandlad mängd på över 50 000 ton. Projektering för ny- och utbyggnad pågår på många håll.
Det biologiska material som återstår efter rötningen sk. rötrest används (om det är godkänt) som gödsel inom jordbruket. Jämfört med orötad gödsel har det för växterna en högre halt lätt tillgängligt kväve, fosfor och andra växtnäringsämnen, varför mindre mängd gödning behövs per hektar åker och därmed minskar antal körningar på åkern, vilket är fördelaktigt för ekonomi och miljö.
Baserar sig biogasproduktionen enbart på substrat (dvs. biologiskt material) som är godkända enligt vissa regler kan rötresten få spridas på KRAV-odlingar. Detta ställer hårda krav på anläggningarna i form av ursprungskontroller för substratet och strikta rutinmässiga prover som säkerställer olika gränsvärden.